# Christine Busse
Christine Busse (* 6. März 1972 in Rostock) ist eine deutsche Juristin; 2019 übernahm sie als erste Frau das Amt der Generalstaatsanwältin des Landes Mecklenburg-Vorpommern.

## Ausbildung
Aufgewachsen auf Rügen, kehrte Christine Busse 1991 nach Rostock zum Studium der Rechtswissenschaften zurück. Das 2. Staatsexamen legte sie 1999 ab.

## Beruflicher Werdegang
1999 trat Christine Busse in den Staatsdienst des Landes Mecklenburg-Vorpommern ein und wurde im Dezember 2003 zur Staatsanwältin auf Lebenszeit bei der Staatsanwaltschaft Rostock ernannt. Fünf Jahre lang war sie dort als Staatsanwältin im Dezernat für Straftaten gegen die sexuelle Selbstbestimmung tätig. 2005 wechselte sie in die Wirtschaftsabteilung. Im März 2011 wurde sie zur Oberstaatsanwältin bei der in Rostock ansässigen Generalstaatsanwaltschaft befördert. Im Mai 2014 wurde sie zur Leitenden Oberstaatsanwältin ernannt und übernahm das Amt der ständigen Vertreterin des Generalstaatsanwaltes. Mit Wirkung zum 1. August 2019 wurde Christine Busse zur Generalstaatsanwältin des Landes Mecklenburg-Vorpommern ernannt.